# Game of Thrones
Game of Thrones är en amerikansk TV-serie baserad på romanserien Sagan om is och eld av författaren George R.R. Martin. TV-serien är skapad av David Benioff och D.B. Weiss. Martin har sagt att Sagan om ringen och Rosornas krig varit hans inspiration. Serien spelades in 2010–2018 på Malta, Nordirland, Island, Kroatien och i Marocko. Det första avsnittet sändes den 17 april 2011 i USA på HBO. Serien sändes i 8 säsonger med totalt 73 avsnitt. Det sista avsnittet sändes den 19 maj 2019 i USA på HBO.
Första säsongen beräknades vara den dyraste tv-serien som dittills spelats in, och de tio avsnitten ska ha kostat mer än motsvarande 312 miljoner kronor. Till den sjätte säsongen, som sändes 2016, hade serien passerat händelserna i de dittills släppta böckerna. Sjunde säsongen innehåller endast 7 avsnitt till skillnad från de tidigare säsongernas 10 avsnitt och den åttonde och sista säsongen innehåller 6 avsnitt.
Game of Thrones ses som en av världens populäraste serier genom alla tider. Serien innehar sedan 2016 rekordet för mest vunna Emmys (59 stycken) och rankades 2017 som topp 6 på IMDbs lista över högst betygsatta serier av alla kategorier.
TV-serien är hyllad för att vara oförutsägbar och oberäknelig men har även kritiserats för att innehålla mycket våld, nakenhet och sexuellt våld. De senare säsongerna har även blivit kritiserade för sina manus och för hur de adapterat böckerna. 
Game of Thrones har nått stor popularitet och fått stort genomslag i världen. Tv-serien har bland annat fått många föräldrar att namnge sina barn efter karaktärerna och tv-seriens inspelningsplatser fick ett rejält uppsving inom turismen.

## Handling
Serien utspelar sig på de fiktiva kontinenterna Westeros och Essos där somrarna och vintrarna kan pågå i åratal. Game of Thrones har tre stora berättelselinjer och en stor grupp skådespelare. Den första berättelselinjen handlar om Järntronen av de sju kungadömena i Westeros. Man får följa de allianser och konflikter som uppstår bland de adelssläkter som antingen gör anspråk på tronen eller strider för självständighet från den. Den andra berättelselinjen fokuserar på de två sista ättlingarna av den störtade kungafamiljen som lever i exil och planerar sin återkomst till tronen. Den tredje berättelselinjen handlar om Nattens väktare som är ett ålderdomligt brödraskap som har i uppdrag att försvara riket från de folkslag och antika väsen som lever norr om den 200 meter höga ismuren. Vintern är på väg och med den kommer de odöda.

## Sverige
Serien hade premiär i skandinavisk betal-tv den 4 maj 2011 på premiumkanalen C More, inklusive dess on demand-tjänst. Sedan 2012 finns serien även på HBO:s on demand-tjänst HBO Nordic. Nya avsnitt släpptes samtidigt som i USA, på måndagar kl. 03.00 svensk tid på C More och HBO Nordic. Den 22 februari 2012 började serien sändas i repris då första avsnittet visades på marksända SVT.

## Rollfigurer

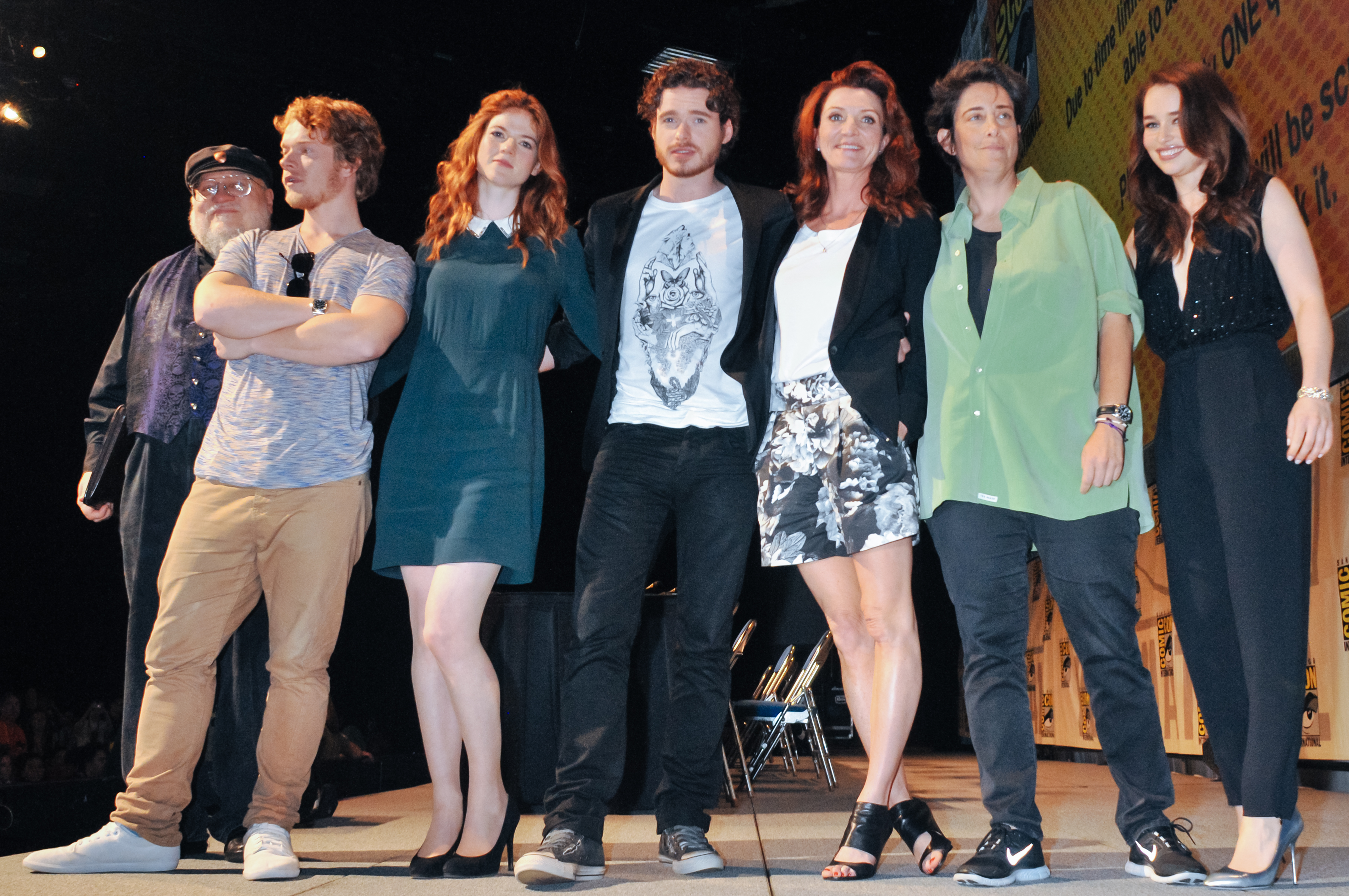
Författaren samt några av skådespelarna i Game of Thrones.
Från vänster: George R.R. Martin, Alfie Allen, Rose Leslie, Richard Madden, Michelle Fairley, Carolyn Strauss och Emilia Clarke.

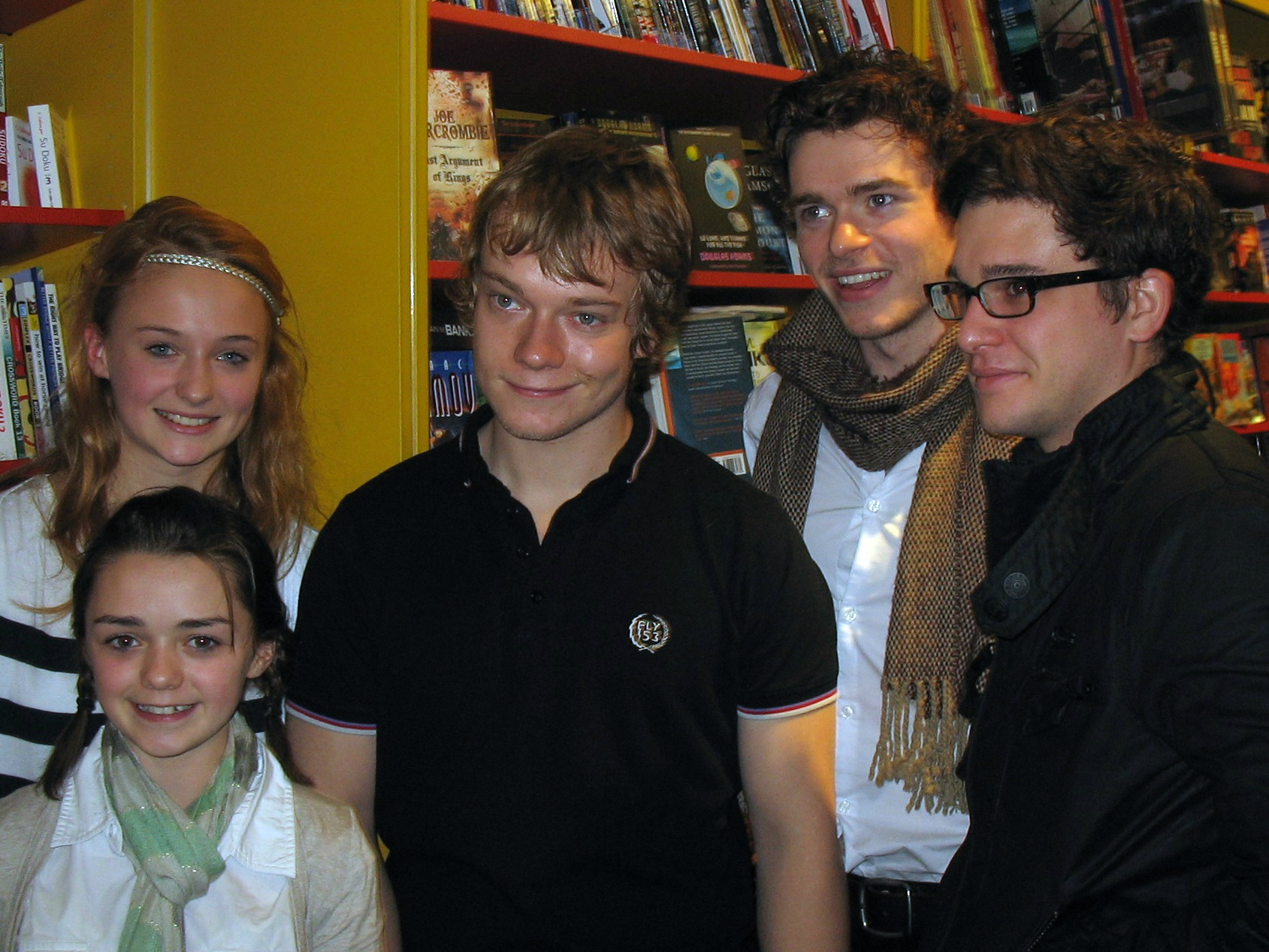
Några av skådespelarna som spelar syskonen Stark. Från vänster Sophie Turner (Sansa Stark), Maisie Williams (Arya Stark), Alfie Allen (Theon Greyjoy), Richard Madden (Robb Stark) och Kit Harington (Jon Snow), 2009.

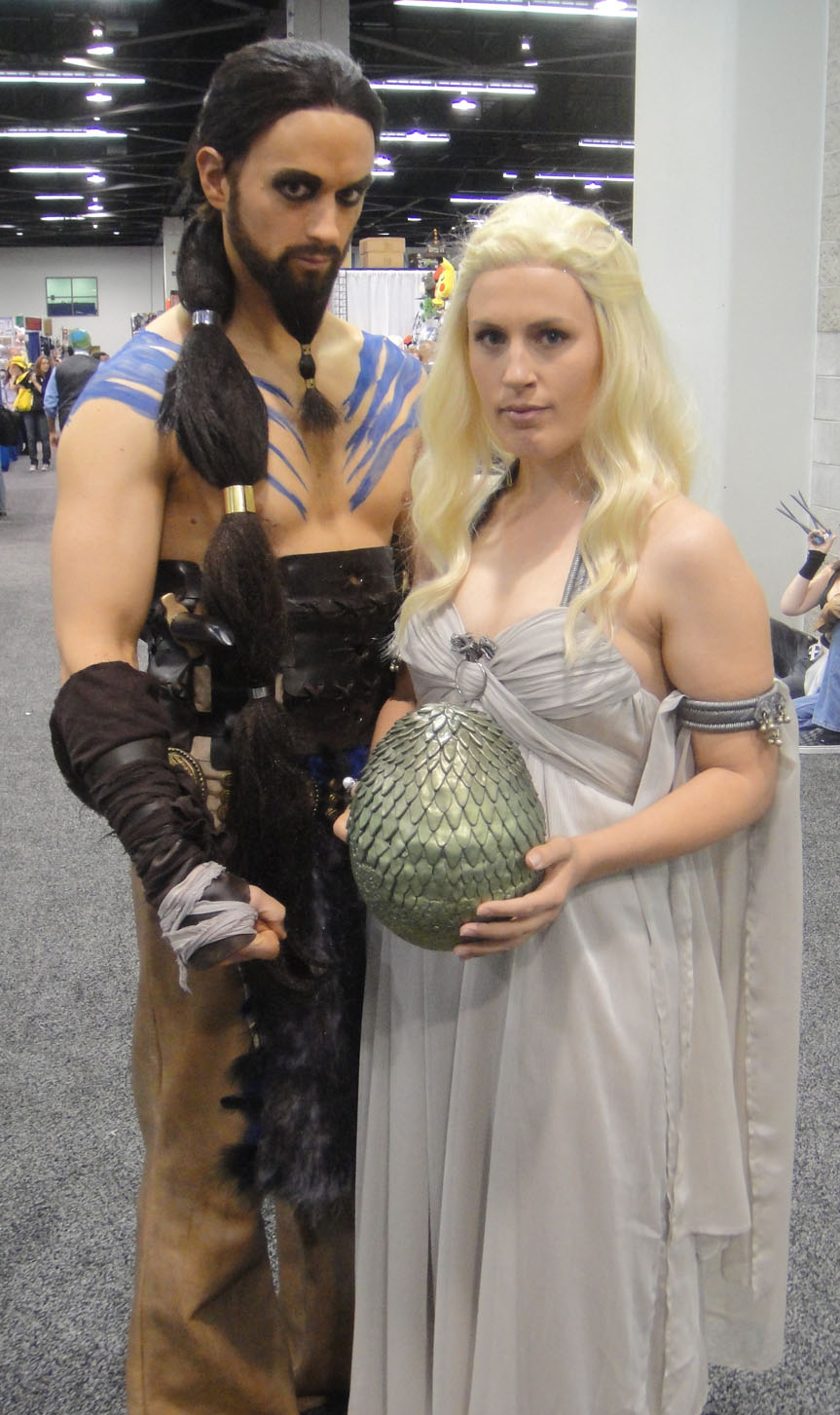
Två fans utklädda som Khal Drogo och Daenerys Targaryen. Cosplay är en populär aktivitet i fan-träffar.

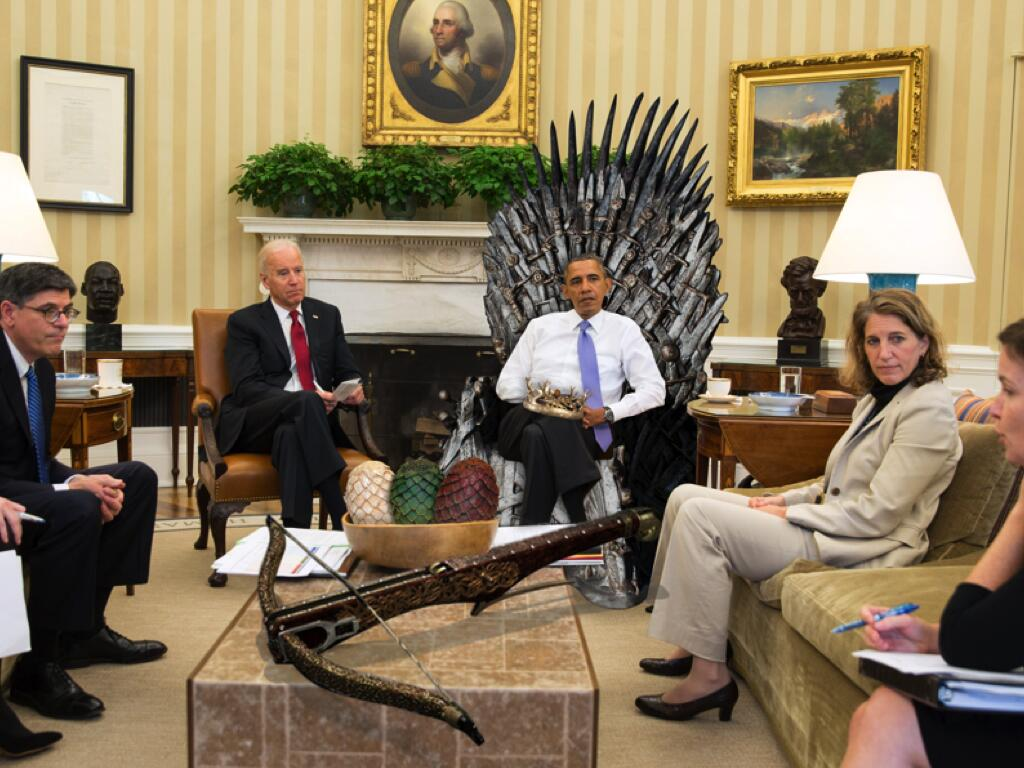
I den här fabricerade bilden publicerad av Vita huset sitter USA:s president Barack Obama, ett fan till serien, på Järntronen i Ovala rummet med kungens krona i sitt knä.

Lord Eddard "Ned" Stark (Sean Bean) är familjeöverhuvud för huset Stark, vars medlemmar är involverade i stora delar av seriens berättelse. Han och hans fru Catelyn Tully (Michelle Fairley) har fem barn: Robb (Richard Madden) är den äldste; följt av Sansa (Sophie Turner), Arya (Maisie Williams), Bran (Isaac Hempstead-Wright) och Rickon (Art Parkinson). Neds oäkta son Jon Snow (Kit Harington) och hans vänner Samwell Tarly (John Bradley) och Eddison Tollett (Ben Crompton) tjänar i Nattens väktare under befälhavaren Jeor Mormont (James Cosmo) och senare Alliser Thorne (Owen Teale). Vildingarna som bor norr om muren leds av Mance Rayder (Ciarán Hinds), och som inkluderar den unga Gilly (Hannah Murray) och krigarna Tormund Jättebane (Kristofer Hivju) och Ygritte (Rose Leslie).
Andra som är knutna till huset Stark är Neds adoptivson Theon Greyjoy (Alfie Allen), hans vasall Roose Bolton (Michael McElhatton) och Boltons oäkta son Ramsay Snow (Iwan Rheon). Robb blir kär i läkaren Talisa Maegyr (Oona Castilla Chaplin), och Arya blir vän med smeden Gendry (Joe Dempsie) och lönnmördaren Jaqen H'ghar (Tom Wlaschiha). Den långa krigaren Brienne av Tarth (Gwendoline Christie) tjänar Renly Baratheon (Gethin Anthony), senare för Catelyn och Sansa.
I huvudstaden Kungshamn (King's Landing) har Neds vän kung Robert Baratheon (Mark Addy) ett kärlekslöst äktenskap med Cersei Lannister (Lena Headey), som är förälskad i sin tvillingbror, "Kungamördaren" Ser Jaime Lannister (Nikolaj Coster-Waldau). Hon hånar sin yngre bror, dvärgen Tyrion Lannister (Peter Dinklage), som betjänas av sin väpnare Podrick Payne (Daniel Portman), älskarinnan Shae (Sibel Kekilli) och legosoldaten Bronn (Jerome Flynn). Syskonens far är Lord Tywin Lannister (Charles Dance) och Cersei har också två unga söner: Joffrey (Jack Gleeson) och Tommen (Dean-Charles Chapman). Joffrey är beskyddad av den ärrade krigaren Sandor "Hunden" Clegane (Rory McCann), vars bror Gregor "Berget" Clegane (Hafþór Júlíus Björnsson) tjänar familjen Lannister.
Kungens rådgivare är bankmästaren Lord Petyr Baelish (Aidan Gillen), spionmästaren Lord Varys (Conleth Hill) och Grand Maester Pycelle (Julian Glover). Roberts bror Stannis Baratheon (Stephen Dillane) betjänas av den utländska prästinnan Melisandre (Carice van Houten) och den före detta smugglaren Ser Davos Seaworth (Liam Cunningham). Den rika familjen Tyrell leds av Olenna Tyrell (Diana Rigg) och är representerad i hovet av Margaery (Natalie Dormer) och hennes bror Loras Tyrell (Finn Jones). Överstesparven (Jonathan Pryce) är huvudstadens religiösa ledare. I det södra kungariket Dorne söker Oberyn Martell (Pedro Pascal) och hans fru Ellaria Sand (Indira Varma) efter hämnd mot familjen Lannister.
På andra sidan av smala havet lever syskonen Viserys (Harry Lloyd) och Daenerys Targaryen (Emilia Clarke) i exil. De är barn till Aerys II Targaryen (David Rintoul), den siste kungen i den tidigare härskarätten Targaryen och som störtades av Robert Baratheon, och flyr för sina liv för att senare försöka vinna tillbaka tronen. Daenerys gifter sig med Khal Drogo (Jason Momoa), krigarhövdingen för Dothraki-folket. Hennes tjänare är landsflyktingen och riddaren Ser Jorah Mormont (Iain Glen), hennes medhjälpare Missandei (Nathalie Emmanuel), legosoldaten Daario Naharis (Michiel Huisman) och Grå masken (Jacob Anderson), som leder Daenerys armé av elitsoldater under namnet De obesudlade.

## Säsonger

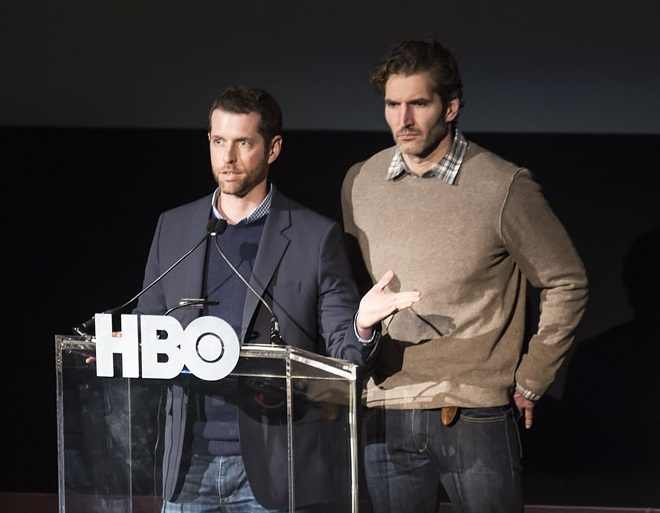
Seriens skapare D. B. Weiss och David Benioff.

| Säsong | Säsong | Avsnitt | Premiärvisning | Premiärvisning  |
| Säsong | Säsong | Avsnitt | Från           | Till            |
| ------ | ------ | ------- | -------------- | --------------- |
|        | 1      | 10      | 17 april 2011  | 19 juni 2011    |
|        | 2      | 10      | 1 april 2012   | 3 juni 2012     |
|        | 3      | 10      | 31 mars 2013   | 9 juni 2013     |
|        | 4      | 10      | 6 april 2014   | 15 juni 2014    |
|        | 5      | 10      | 12 april 2015  | 14 juni 2015    |
|        | 6      | 10      | 24 april 2016  | 26 juni 2016    |
|        | 7      | 7       | 17 juli 2017   | 27 augusti 2017 |
|        | 8      | 6       | 14 april 2019  | 19 maj 2019     |

## Inspelningsplatser
Seriens många geografiska platser ledde till att serien spelades in i flera olika länder. Nordirland användes för scenerna i Norden, Riverlands och Järnöarna. Winterfells exteriörer är delvis inspelade vid Doune Castle i Skottland, men framför allt i ateljéer i Nordirland och Castle Ward. Ballintoy och Murlough Bay fick föreställa Järnöarna, scener kring  huset Greyjoys borg Pyke spelades in vid Dunluce Castle. Murlough Bay användes också för att skildra Slaver's Bay. Tollymore Park användes för skogsmiljöer. Övriga scener spelades in vid Carncastle.
Kungshamn spelades in i Mdina, Malta och Dubrovnik, Kroatien. Fort Manoel användes för scener kring Baelors Sept. Scener inne i Röda Slottet var delvis ett studiobygge, delvis inspelade i Fort St. Angelo, Fort Ricasoli och San Anton Palatset. Essaouira, Marocko användes för scener i Essos. 
Scenerna i Dorne spelades in i Spanien. Scener som utspelar sig bortom muren spelades initialt in på Nordirland, men efter säsong 1 spelades dessa scener in på Island. Vatnajökull och Mýrdalsjökull användes hädanefter och även området kring Skaftafell. Dimmuborgir och Grjótagjá användes för Mances läger och Jon och Ygrittes kärleksscener i säsong 3. 